# Lyciasalamandra luschani
Lyciasalamandra luschani é uma espécie de salamandra da família Salamandridae.
Pode ser encontrada nos seguintes países: Grécia e Turquia.
Os seus habitats naturais são: florestas temperadas e matagais mediterrânicos.
Está ameaçada por perda de habitat.